# Rustin (film)
Rustin è un film del 2023 diretto da George C. Wolfe.
La pellicola è incentrata sulla figura dell'attivista Bayard Rustin e il suo contributo all'organizzazione della grande marcia su Washington.

## Trama
Bayard Rustin, ex comunista e gay dichiarato, nel 1960 incoraggia Martin Luther King a guidare una protesta a Los Angeles prima della Convention Nazionale del Partito Democratico. Tuttavia, il ministro battista e membro del Congresso di lunga data di New York Adam Clayton Powell Jr. e il leader della NAACP Roy Wilkins sono molto critici nei confronti di Rustin temendo che il suo orientamento sessuale possa finire per danneggiare l'immagine di tutto il movimento antisegregazionista.
Fatto un passo indietro, Rustin si aspetterebbe dall'amico King che gli venga incontro. La cosa non avviene e così Rustin si allontana amareggiato.
Tre anni più tardi, Rustin, che non ha smesso di combattere per i diritti civili, scosso dagli scontri in Alabama e dall'omicidio di Medgar Evers, crede che solo una grande mobilitazione popolare possa portare ad ottenere quelle conquiste ancora necessarie a vincere la segregazione, ora che la situazione politica sembra disposta per il meglio, con John F. Kennedy come Presidente.
Con l'appoggio di Philip Randolph, rispettato presso il NACCP per aver convinto Roosevelt a firmare l'Ordine Esecutivo 8802 (che pose fine alla discriminazione razziale nell'industria della difesa) nel 1941 e Truman a firmare l'Ordine Esecutivo 9981 (che pose fine alla segregazione razziale nelle forze armate), Rustin avanza la sua proposta che però è ritenuta troppo azzardata e destinata a fallire.
Rustin intuisce allora che è il momento di riavvicinarsi al suo amico King, convinto il quale, riesce ad avere la forza di organizzare la Marcia su Washington, in barba al NAACP, che anzi, ora, dovrà collaborare nonostante il diniego iniziale. A dirigere l'iniziativa, per evitare contrasti, è ufficialmente Randolph, ma tutti sanno che il vero capo è Rustin, formalmente il suo vice.
In meno di due mesi un'organizzazione eccezionale riesce nell'impresa di radunare nel mese di agosto circa 250.000 persone presso il Lincoln Memorial di Washington, pacificamente riunite in nome dei diritti civili. Nove mesi più tardi divenne finalmente legge il famoso Civil Rights Act, atto che sancisce l'ottenimento di pari diritti civili per tutti i cittadini.
Rustin, per sua stessa ammissione incapace di innamorarsi, dopo alcune relazioni burrascose con attivisti, in seguitò trovò l'uomo della sua vita con il quale rimase fino alla sua morte.

## Produzione
Nel febbraio 2021 è stato annunciato che George C. Wolfe avrebbe diretto un film su Bayard Rustin con una sceneggiatura scritta a quattro mani da Julian Breece e Dustin Lance Black. Nell'ottobre 2021 Colman Domingo si è unito al cast nel ruolo dell'eponimo protagonista e le riprese sono iniziate il mese successivo a Pittsburgh.

## Promozione
Il primo trailer del film è stato pubblicato il 28 agosto 2023.

## Distribuzione
Il film è stato presentato in anteprima mondiale il 31 agosto 2023 in occasione del Telluride Film Festival. La pellicola verrà proiettata nei cinema statunitensi in distribuzione limitata dal 3 novembre 2023 e verrà resa disponibile sulla piattaforma Netflix dal 17 dello stesso mese.

## Riconoscimenti
- 2024 – Premio Oscar[7]
  - Candidatura al miglior attore a Colman Domingo
- 2024 – Golden Globe
  - Candidatura al miglior attore in un film drammatico a Colman Domingo
  - Candidatura alla miglior canzone originale a Lenny Kravitz ("Road to Freedom")
- 2024 – BAFTA[8]
  - Candidatura al miglior attore protagonista a Colman Domingo
- 2024 – Critic's Choice Movie Awards[9]
  - Candidatura al migliore attore a Colman Domingo
- 2024 – Satellite Award
  - Candidatura al miglior attore a Colman Domingo
- 2024 – Screen Actors Guild Award
  - Candidatura al miglior attore cinematografico a Colman Domingo